# Gill (Massachusetts)
Gill – miasto w Stanach Zjednoczonych, w stanie Massachusetts, w hrabstwie Franklin.